# 추억의 빛
"추억의 빛"은 1985년에 개봉한 대한민국의 영화이다.

## 캐스팅
- 김만 : 요섭 역
- 이보희 : 소연 역
- 조재홍 : 현우 역
- 현석